# بن آریس
بن آریس (انگلیسی: Ben Aris؛ ۱۶ مارس ۱۹۳۷ – ۴ سپتامبر ۲۰۰۳) هنرپیشه، و بازیگر سینما اهل بریتانیا بود. 
وی بازیگر فیلم‌هایی همچون تامی، کارتر را بگیرید، اگر....، ای مرد خوش‌شانس!، نیروی عظیم، مسیحای وحشی و پوآرو بوده‌است.